# الدوري النرويجي لكرة اليد
الدوري النرويجي لكرة اليد (GRUNDIGligaen) هو الدوري الرئيسي لكرة اليد للمحترفين في النرويج. يدار من قبل اتحاد كرة اليد النرويجي. تأسس في سنة 1966، ويتكون حاليا من قبل 12 فريقا. يعتبر نادي ساندفيورد لكرة اليد هو الأكثر تتويجا بـ 7 ألقاب.